# Cunegonda di Weimar-Orlamünde

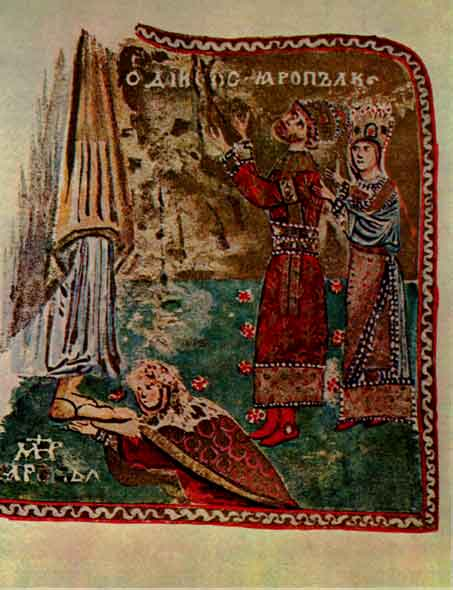
Jaropolk e sua moglie davanti all'apostolo Pietro a Roma, miniatura, salterio di Egberto.

Cunegonda di Weimar-Orlamünde, in russo Кунигунда Орламюндская?, (attorno al 1055 – dopo il 20 marzo dell'anno 1117) era figlia del margravio Ottone I di Meißen della stirpe di Weimar e moglie del principe dei Rus' Jaropolk e in seguito del conte Cuno di Northeim e Wiprecht von Groitzsch. Fu l'erede della contea di Beichlingen.

## Biografia
Ci sono poche informazioni storiche sulla sua vita. L'anno della sua nascita non è noto, ma nacque comunque dopo il 1055 circa. Suo padre morì nel 1067, e la madre, Adele di Brabante, si risposò con il margravio Dedi I di Lusazia nel 1069.
Si presume che fosse sposata in prime nozze con Jaropolk di Volinia e Turov. Non ci sono notizie storiche precise al riguardo: Cunegonda era sposata con un principe della Rus' di Kiev, ma non si conosce il nome di questo. Jaropolk è un'ipotesi recente della ricerca storiografica russa, nella ricerca più vecchia si supponeva fosse Igor Yaroslavich. Jaropolk è raffigurato con la moglie nel 1075, quindi il matrimonio deve aver avuto luogo prima di allora. Nel 1078 Jaropolk tornò nella Rus' e divenne principe di Volhynia e Turov. Fu assassinato nel 1086/87.
i due probabilmente ebbero una figlia:
- Mechthilde di Beichlingen; moglie del conte Günther, probabilmente della stirpe dei Sizzoni/ Kevernburg. Si presume che il loro figlio Friedrich von Beichlingen sia il capostipite dei conti di Beichlingen[3].

Intorno al 1088 Cunegonda sposò il conte Cuno di Northeim. Con lui ebbe diversi figli:
- Matilde di Beichlingen; moglie di Enrico II, conte di Zutphen;
- Adele di Beichlingen, moglie di Teodorico III, conte di Katlenburg, secondo matrimonio con Helferich, conte di Plötzkau;
- Liutgarda di Beichlingen, moglie di Guglielmo I, conte di Lussemburgo;
- Cunegonda di Beichlingen, moglie di Wiprecht III, conte di Groitzsch, in seconde nozze Diepoldo III, margravio di Vohburg.

Cunegonda ricevette in dote la contea di Beichlingen. Lì fondò nel 1089 il monastero benedettino Oldisleben, che in seguito divenne il luogo di sepoltura dei conti di Beichlingen.
Nel 1103 anche Cuno fu assassinato. Nel 1110 sposò Wiprecht II di Groitzsch. Non si sa se ebbero dei figli.
Fu menzionata per l'ultima volta il 20 marzo 1117. La data della sua morte è sconosciuta.

## Ascendenza
|                               |                       |                          | Genitori             |  |  | Nonni |  |  | Bisnonni               |  |  | Trisnonni             |  |
|                               |                       |                          |                      |  |  |       |  |  | Guglielmo II di Weimar |  |  | Guglielmo I di Weimar |  |
|                               |                       |                          |                      |  |  |       |  |  | Guglielmo II di Weimar |  |  | Guglielmo I di Weimar |  |
|                               |                       | …                        |                      |  |  |       |  |  | Guglielmo II di Weimar |  |  |                       |  |
| Guglielmo III di Weimar       |                       |                          |                      |  |  |       |  |  | Guglielmo II di Weimar |  |  |                       |  |
|                               |                       | …                        | …                    |  |  |       |  |  |                        |  |  |                       |  |
|                               |                       | …                        | …                    |  |  |       |  |  |                        |  |  |                       |  |
|                               |                       | …                        | …                    |  |  |       |  |  |                        |  |  |                       |  |
| Ottone I di Meißen            |                       | …                        |                      |  |  |       |  |  |                        |  |  |                       |  |
|                               |                       | Tietmaro IV              | Gero II              |  |  |       |  |  |                        |  |  |                       |  |
|                               |                       | Tietmaro IV              | Gero II              |  |  |       |  |  |                        |  |  |                       |  |
|                               |                       | Tietmaro IV              | Adelaide             |  |  |       |  |  |                        |  |  |                       |  |
| Oda di Sassonia               |                       | Tietmaro IV              |                      |  |  |       |  |  |                        |  |  |                       |  |
|                               |                       | …                        | …                    |  |  |       |  |  |                        |  |  |                       |  |
|                               |                       | …                        | …                    |  |  |       |  |  |                        |  |  |                       |  |
|                               |                       | …                        | …                    |  |  |       |  |  |                        |  |  |                       |  |
| Cunegonda di Weimar-Orlamünde |                       | …                        |                      |  |  |       |  |  |                        |  |  |                       |  |
|                               | Lamberto I di Lovanio | Reginardo III di Hainaut |                      |  |  |       |  |  |                        |  |  |                       |  |
|                               | Lamberto I di Lovanio | Reginardo III di Hainaut |                      |  |  |       |  |  |                        |  |  |                       |  |
|                               | Lamberto I di Lovanio | Adele d'Alvernia         |                      |  |  |       |  |  |                        |  |  |                       |  |
| Lamberto II di Lovanio        | Lamberto I di Lovanio |                          |                      |  |  |       |  |  |                        |  |  |                       |  |
|                               |                       | Gerberga di Lorena       | Goffredo di Jülich   |  |  |       |  |  |                        |  |  |                       |  |
|                               |                       | Gerberga di Lorena       | Goffredo di Jülich   |  |  |       |  |  |                        |  |  |                       |  |
|                               |                       | Gerberga di Lorena       | Ermentrude           |  |  |       |  |  |                        |  |  |                       |  |
| Adela di Brabante             |                       | Gerberga di Lorena       |                      |  |  |       |  |  |                        |  |  |                       |  |
|                               |                       | Gothelo I di Lorena      | Goffredo I di Verdun |  |  |       |  |  |                        |  |  |                       |  |
|                               |                       | Gothelo I di Lorena      | Goffredo I di Verdun |  |  |       |  |  |                        |  |  |                       |  |
|                               |                       | Gothelo I di Lorena      | Matilde di Sassonia  |  |  |       |  |  |                        |  |  |                       |  |
| Oda di Verdun                 |                       | Gothelo I di Lorena      |                      |  |  |       |  |  |                        |  |  |                       |  |
|                               |                       | …                        | …                    |  |  |       |  |  |                        |  |  |                       |  |
|                               |                       | …                        | …                    |  |  |       |  |  |                        |  |  |                       |  |
|                               |                       | …                        | …                    |  |  |       |  |  |                        |  |  |                       |  |
|                               |                       | …                        |                      |  |  |       |  |  |                        |  |  |                       |  |